# Tito Rojas
Tito Rojas wł. Julio César Rojas López (ur. 14 czerwca 1955 w Humacao, zm. 26 grudnia 2020 tamże) – portorykański piosenkarz salsy. 

## Wczesne lata
Tito Rojas (nazwisko rodowe: Julio César Rojas López) urodził się i wychował w mieście Humacao w Portoryko, które znajduje się na wschodnim wybrzeżu państwa. Tam się kształcił i osiągnął wykształcenie średnie. Lubił śpiewać dla swojej rodziny, a także śpiewał z przyjaciółmi najnowsze utwory salsowe.

## Kariera
W 1975 roku pojechał na przesłuchanie dla Pedro Conga i jego International Orchestra i został zatrudniony jako śpiewak. Po krótkiej chwili opuścił zespół i dołączył jako wokalista do Conjunto Borincuba, prowadzonego przez Justo Betancourta. Z tym zespołem brał udział w nagraniu Con Amor (With Love), które stało się „hitem” w 1978 roku.
W tym samym roku Rojas dołączył do zespołu Fania All-Stars i współtworzył przebój z El Campesino (The Farmer). Po spędzeniu czasu z Fania All-Stars, Rojas zdecydował się założyć własny zespół Conjunto Borincano, ale przedsięwzięcie to było krótkotrwałe. W 1987 i 1989 roku stwprzył utwory z wersjami salsy ballady Noche de Bodas (Wieczór weselny) i Quiereme Tal Como Soy (Kochaj mnie takim, jaki jestem).
W 1990 roku Rojas tworzył solo i nagrał Sensual (1990), Condename (1992) i A Mi Estilo (At My Style) (1994), jednak to jego nagranie z 1995 roku Por Propio Derecho (Samodzielnie) stało się hitem na liście przebojów Latin Billboard. Zdobył uznanie, którego zawsze pragnął, zdobywając podwójną Platynową Płytę, Nagrodę Paoli dla "Najlepszego Artysty Salsowego Roku" oraz "ACE".
W 1996 roku Rojas stworzył utwory Humildemente (Humbly) i Pal 'Pueblo (For my town), w 1999 roku wydał także 20 Aniversario, Alegrias y Penas i Navidad con Tito.
W 2002 roku Rojas i jego zespół występowali i nagrywali „na żywo” z Las Vegas w stanie Nevada. Album nosi tytuł Tito Rojas Live: Autenticamente En Vivo z Roberto Roeną jako gościem specjalnym na bongosach. Jego ostatnim albumem, który został wydany za jego życia, był El Viajero w 2014 roku.  W 2015 roku Rojas pojawił się na dziewiątym studyjnym albumie wokalistki Ivy Queen, Vendetta. Album został podzielony na cztery oddzielne albumy, z których jeden jest albumem składającym się wyłącznie z muzyki salsowej. Na albumie salsy Rojas wystąpił w duecie z Queen na Ella Me Hizo Deseo”. 

## Śmierć
Tito Rojas zmarł 26 grudnia 2020 roku w wieku 65 lat na zawał serca. 